# Oebisfelde
Oebisfelde – dzielnica miasta Oebisfelde-Weferlingen w Niemczech, w kraju związkowym Saksonia-Anhalt, w powiecie Börde.
Do 31 grudnia 2009 było to oddzielne miasto wchodzące w skład wspólnoty administracyjnej Oebisfelde-Calvörde. Do 30 czerwca 2007 należało do powiatu Ohre.
W miejscowości jest stacja kolejowa Oebisfelde.

## Geografia
Oebisfelde leży na wschód od Wolfsburga.
Dawne miasto dzieliło się na następujące dzielnice:
- Bergfriede
- Breitenrode
- Buchhorst
- Gehrendorf
- Lockstedt
- Niendorf
- Wassensdorf
- Weddendorf

## Współpraca
- Lidzbark, Polska